# Hochtor
Hochtor – szczyt w Alpach Ennstalskich, części Północnych Alp Wapiennych. Leży w Austrii, w kraju związkowym Styria. To najwyższy szczyt Alp Ennstalskich. Leży na terenie Parku Narodowego Gesäuse. Szczyt można zdobyć ze schroniska Hesshütte lub Haindlkarhütte.